# Армантьё
Армантьё (фр. Armentieux) — коммуна во Франции, находится в регионе Юг — Пиренеи. Департамент — Жер. Входит в состав кантона Марсьяк. Округ коммуны — Миранд.
Код INSEE коммуны — 32008.

## География

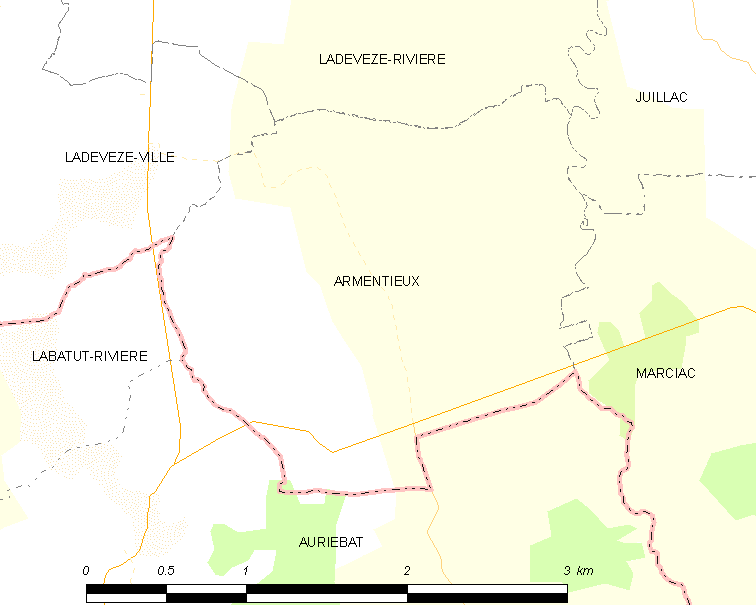
Карта коммуны

Коммуна расположена приблизительно в 620 км к югу от Парижа, в 110 км западнее Тулузы, в 45 км к западу от Оша.
На востоке коммуны протекает река Аррос.

## Климат
Климат умеренно-океанический. Лето жаркое и немного дождливое, температура часто превышает 35 °С. Зимой часто бывает отрицательная температура и ночные заморозки. Годовое количество осадков — 700—900 мм.

## Население
Население коммуны на 2010 год составляло 87 человек.
| 1962 | 1968 | 1975 | 1982 | 1990 | 1999 | 2010 |
| ---- | ---- | ---- | ---- | ---- | ---- | ---- |
| 113  | 93   | 76   | 79   | 71   | 76   | 87   |

## Администрация
| Период | Период | Фамилия         | Партия       | Примечания |
| ------ | ------ | --------------- | ------------ | ---------- |
| 2001   | 2008   | Патрик Ларриба  | Разные левые |            |
| 2008   | 2020   | Жан-Антуан Брён |              |            |

## Экономика
В 2010 году среди 59 человек трудоспособного возраста (15-64 лет) 37 были экономически активными, 22 — неактивными (показатель активности — 62,7 %, в 1999 году было 75,0 %). Из 37 активных жителей работали 36 человек (18 мужчин и 18 женщин), безработным был 1 мужчина. Среди 22 неактивных 5 человек были учениками или студентами, 10 — пенсионерами, 7 были неактивными по другим причинам.